# James Cotton

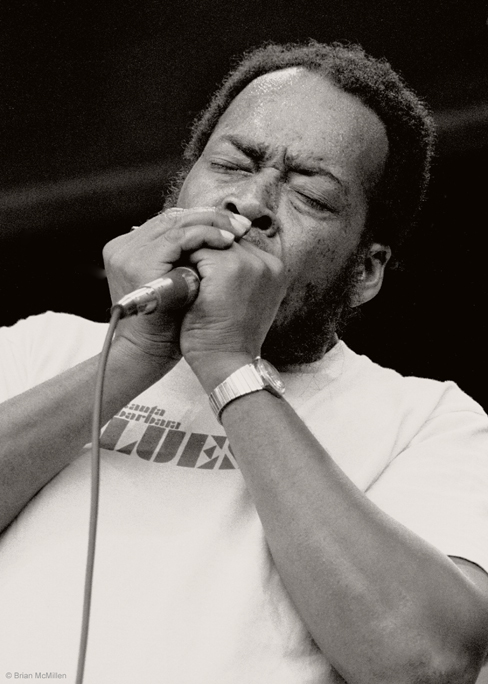
James Cotton vid Monterey Jazz Festival 1981.

James Henry Cotton, född 1 juli 1935 i Tunica, Mississippi, död 16 mars 2017 i Austin, Texas, var en amerikansk bluesmunspelare, sångare och låtskrivare. På 1950-talet och senare spelade han med Muddy Waters, och hans eget band deltog i ett antal konsertturnéer med olika större rockartister.

## Biografi

### Tidiga år
Som litet barn lärde sig Cotton att imitera hönskackel och lokomotiv med sin mors munspel, men en dag hörde han Sonny Boy Williamson (Rice Miller) spela på det radioprogram (King Biscuit Time) denne sände från Helena i Arkansas och hans "vyer vidgades". Hans religiösa mor var inte förtjust i "djävulens musik" och pojken föredrog att vara hemma hos sin morbror Wiley Green som hade en mer tillåtande syn. Green tog honom med till Helena och Sonny Boy, vilken övertalades att ta hand om den nioårige James, vilket han gjorde. Miller lärde skyddslingen att spela och tog med honom ut på sina egna spelningar i gathörn och på krogar, och när Williamson flyttade till West Memphis 1950 följde Cotton med.
Under denna tid lärde Cotton känna ett antal andra musiker, främst Howlin' Wolf (med vars halvsyster Williamson gifte sig). Han lärde också känna Hubert Sumlin i skolan. Tillsammans med Pat Hare, en pianist och en trummis, bildade Cotton och Sumlin ett band som Wolf ordnade speltid åt på den radiostation där han själv spelade. Cotton fick även följa med Wolf på dennes spelningar och var även med på några av hans inspelningar för Sun Records. 1954 lät Sam Phillips Cotton göra sina första egna inspelningar på Sun – "Cotton Crop Blues" / "Hold Me in Your Arms" och "Straighten Up Baby" / "My Baby".

### Waters och eget band
Vid denna tid lämnade Junior Wells Muddy Waters band mitt under en turné i sydstaterna. Waters sökte då upp Cotton och engagerade honom för återstoden av turnén som ersättare för Wells, varefter Cotton följde med Waters till Chicago, flyttade in i samma hus som denne och fortsatte spela med bandet.
På Muddy Waters inspelningar envisades skivbolaget Chess dock med att fortsätta använda Little Walter, men på "All Aboard" krävdes två munspelare så där var även Cotton med. Strax blev han regelbundet anlitad även på inspelningarna.
Under 1960-talet blev bluesen alltmer uppskattad av den vita publiken, och Cotton lärde känna musiker som Mike Bloomfield och Paul Butterfield. Detta ledde till att Cotton skrev kontrakt med Albert Grossman och därmed även fick tillträde till rockscenen.
Cotton stannade hos Waters till 1966. Därefter startade han James Cotton Blues Band; bland medlemmarna märktes Luther Tucker på gitarr, senare ersatt av Matt Murphy. Med bandet gav han sig ut på turnéer, och bandet var bland annat förband till Janis Joplin på två turnéer och spelade med på konserter med bland andra Led Zeppelin, Grateful Dead, Jefferson Airplane, Chicago och Santana. Därutöver spelade bandet även in egna album.

### Senare år
Under 1970-talet drev Cottons (och gruppens) musik alltmer mot funk och soul; de strök till och med "blues" ur namnet och kallade sig "James Cotton Band". 1976 gjorde han åter en inspelning med Muddy Waters på dennes Grammy-vinnande album Hard Again (släppt i januari 1977), som producerades av Johnny Winter. Därefter drog Waters, Winter och Cotton ut på en världsturné. Denna turné, som blev en succé, följdes av ytterligare några inspelningar med Waters. Därefter tog Cottons egen solokarriär fart, samtidigt som han nu vänt tillbaka till den traditionella bluesen; med "mississippisaxofon", det vill säga munspel, som enda blåsinstrument.
På 1990-talet drabbades Cotton av strupcancer. Sjungandet fick, efter att han opererats 1994, överlåtas på de övriga bandmedlemmarna eller anlitade sångare. Han dog av lunginflammation den 16 mars 2017 på ett sjukhus i Austin och begravdes på Texas State Cemetery i denna stad.

## Utmärkelser
Cotton nominerades till en Grammy tio gånger och vann en gång:
1986: Best Traditional Blues Recording: Live From Chicago - Mr. Superharp Himself!
1987: Best Traditional Blues Recording: Take Me Back
1988: Best Traditional Blues Recording: Live At Antone's Nightclub
1994: Best Traditional Blues Album: Living The Blues
1996: Best Traditional Blues Album: Deep In The Blues - Vinnare
2000: Best Traditional Blues Album: Superharps
2002: Best Traditional Blues Album: 35th Anniversary Jam Of The James Cotton Blues Band
2004: Best Traditional Blues Album: Baby, Don't You Tear My Clothes
2010: Best Traditional Blues Album: Giant
2013: Best Blues Album: Cotton Mouth Man
James Cotton valdes in i Blues Hall of Fame 2006.
Blues Foundation tilldelade honom nio W.C. Handy Award/Blues Musics Award: tre gånger för album (se avsnittet Diskografi nedan), tre gånger som "Instrumentalist of the Year – Harmonica/Other" (1987, 1989 och 1991) och tre gånger som "Traditional Male Artist of the Year" (1997, 2001 och 2014), samt Howlin' Wolf Award 2002. Därutöver nominerades han ytterligare 21 gånger.

## Diskografi

### Singlar
- Cotton Crop Blues / Hold Me In Your Arms (1954)
- Straighten Up Baby / My Baby (1954)
- Chris Barber Presents Jimmy Cotton (1962 - EP)
- Chris Barber Presents Jimmy Cotton II (1962 - EP)
- Complete This Order / Laying In The Weeds (1966)
- Good Time Charlie / Don't Start Me Talkin (1967)
- Feelin' Good / Don't Start Me Talkin (1967 - James Cotton Blues Band)
- Good Time Charlie / Off The Wall (1967 - James Cotton Blues Band)
- The Mule / The Coach's Better Days (1969 - James Cotton Blues Band)
- Fever / Boogie Thing (1975 - James Cotton Band)
- Rock "N" Roll Music (Ain't Nothing New) / Help Me (1975 - James Cotton Band)
- Rockett 88 / One More Mile (1975)
- Miss Fine Brown Frame / You Don't Have To Go (1982 - Syl Johnson With James Cotton's Blues Band)
- Part Time Love / Here I Am (Knocking At Your Door) (1986)

### Album
* = Grammynominerad, ** = Grammyvinnare, † = Vinnare av W,C, Handy Award

#### James Cotton
- Cut You Loose! (1968)
- My Foundation (1980)
- Two Sides Of The Blues (1982 - samlingsalbum)
- High Compression (1984)
- Take Me Back (1987) *
- Recorded Live At Antone's Night Club (1988) *
- Live And On The Move (1990)
- Mighty Long Time (1991)
- 3 Harp Boogie (1993 - återutgivning av inspelningar från 1960-talet)
- Living The Blues (1994) *
- Fire Down Under The Hill (2000)
- It Was A Very Good Year (2000 - inspelad 1967)
- Midnight Creeper - The Complete 1967 Live Montreal James Cotton Sessions  (2002 - dubbelalbum)
- Baby Don't You Tear My Clothes (2004) *
- Giant (2010) *
- Cotton Mouth Man (2013) *
- Late Night Blues (Live At The New Penelope Café) (2019 - inspelad 1967)
- Chicago Sessions (2023)

#### James Cotton Blues Band
- The James Cotton Blues Band (1967)
- Pure Cotton (1968)
- Cotton In Your Ears (1968)
- Taking Care Of Business (1971)
- Dealing With The Devil (1982 - samlingsalbum)
- 35th Anniversary Jam Of The James Cotton Blues Band (2002) * †
- Please Please (2004 - samlingsalbum)

#### James Cotton Band
- 100% Cotton (1974)
- High Energy (1975)
- Live & On The Move (1976)
- Red Hot 'n' Blues (1982 - samlingsalbum)
- Live At Electric Lady  (1992 - The James Cotton Band Featuring Matt Guitar Murphy - inspelad cirka 1975)

#### James Cotton And His Big Band
- Live From Chicago - Mr. Superharp Himself! (1986) *

#### Med andra artister
- Johnny Young And His Chicago Blues Band Featuring Otis Spann, James Cotton: Johnny Young And His Chicago Blues Band (1966)
- Hubert Sumlin with James Cotton & Little Mike And The Tornadoes: Heart & Soul (1989)
- James Cotton, Junior Wells, Carey Bell, Billy Branch: Harp Attack! (1990) †
- Junior Parker, James Cotton, Pat Hare: Mystery Train (1990 - återutgivning av inspelningar på Sun)
- Otis Spann with James Cotton, Johnny Young, Big Walter Horton, Johnny Shines: Otis Spann's Chicago Blues (1994)
- James Cotton / Otis Spann: Cut You Loose! (1994)
- James Cotton with Joe Louis Walker and Charlie Haden; Deep In The Blues (1996) ** †
- James Cotton, Billy Branch, Charlie Musselwhite, Sugar Ray Norcia: Superharps (1999) *
- Muddy Waters, Johnny Winter & James Cotton: Breakin' It Up, Breakin' It Down (2007, inspelad 1977) †

#### Några nämnvärda album på vilka James Cotton medverkar
- Muddy Waters: Muddy Waters At Newport 1960 (1960)
- Otis Spann: The Blues Never Die (1964)
- Muddy Waters: Hard Again (1977) **
- Muddy Waters: Muddy "Mississippi" Waters - Live (1979) **
- Muddy Waters: King Bee (1981)
- Hubert Sumlin: About Them Shoes (2003) *